# بحيرة بريستول
بحيرة بريستول هي بحيرة جافة تقع في صحراء موهافي في مقاطعة سان بيرناردينو، كاليفورنيا، 42 كم (26 ميل) شمال شرق توينتي ناين بالمز.
تقع بحيرة بريستول مباشرة إلى جنوب امبوي، ولاية كاليفورنيا والولايات المتحدة الأمريكية طريق 66، وتقع شمال قادس، كاليفورنيا. امبوي كريتر وجبال السبائك هي إلى الغرب، وإلى الشرق من جبال المرأة القديمة.
البحيرة يبلغ طولها حوالي 23 كم (14 ميل) وعلى بعد 20 كم (12 ميل) في أوسع نقطة.

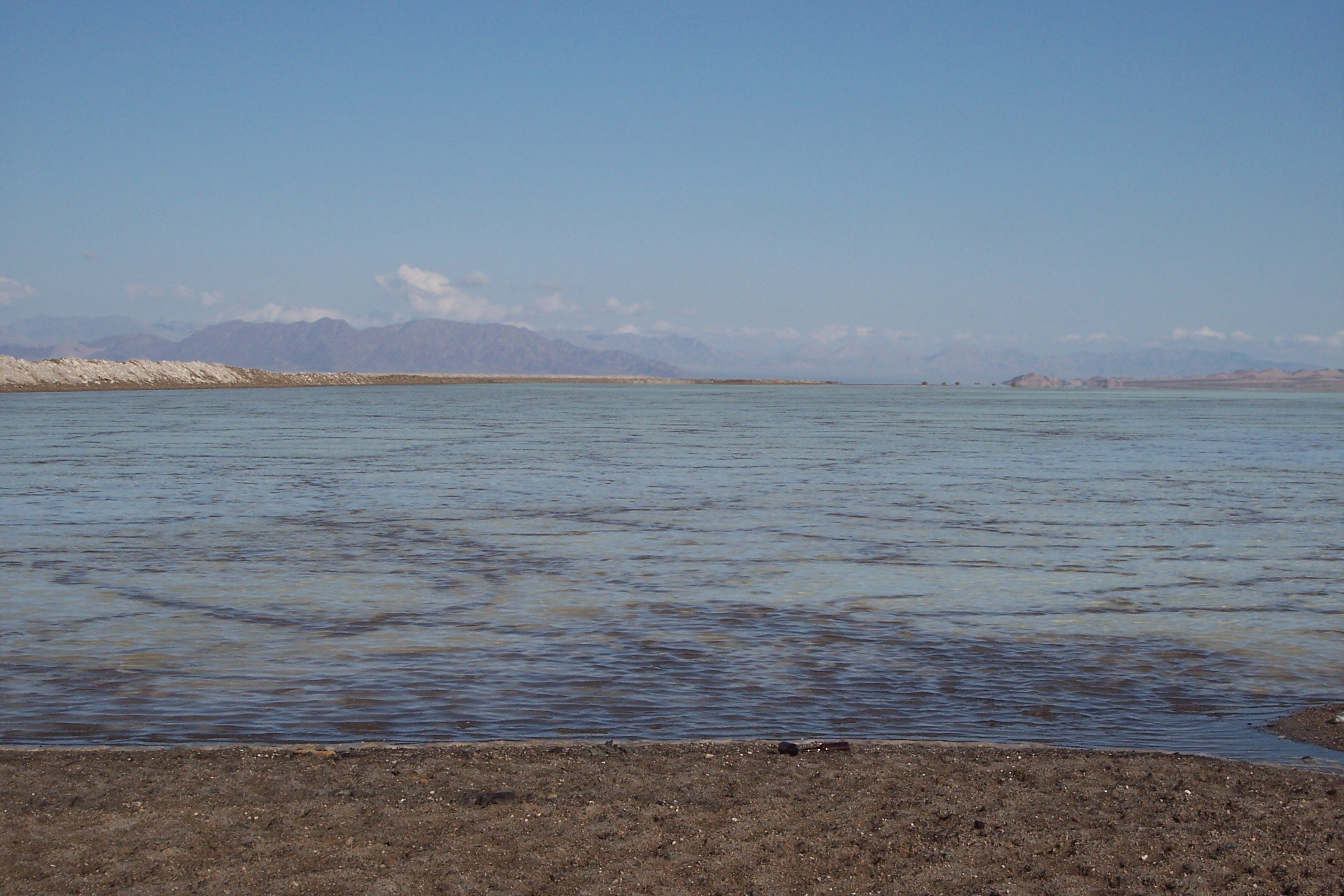
بحيرة بريستول